# Písečná (okres Jeseník)
Písečná (Duits: Niklasdorf of Sandhübel) is een Silezische gemeente in de Tsjechische regio Olomouc en maakt deel uit van het district Jeseník. Písečná telt 1028 inwoners (2023).
Písečná was tot 1945 een plaats met een overwegend Duitstalige bevolking, maar na de Tweede Wereldoorlog werd de Duitstalige bevolking verdreven.

## Geschiedenis
- 1284 – De eerste schriftelijke vermelding van een plaats (Waltersdorf, Valteřovice) op het grondgebied van de huidige gemeente Písečná.
- 1996 – De gemeente Písečná wordt administratief overgeheveld van het district Šumperk naar het nieuw gevormde district Jeseník.[1]

Bělá pod Pradědem ·
Bernartice ·
Bílá Voda ·
Černá Voda ·
Česká Ves ·
Hradec-Nová Ves ·
Javorník ·
Jeseník ·
Kobylá nad Vidnavkou ·
Lipová-lázně ·
Mikulovice ·
Ostružná ·
Písečná ·
Skorošice ·
Stará Červená Voda ·
Supíkovice ·
Uhelná ·
Vápenná ·
Velká Kraš ·
Velké Kunětice ·
Vidnava ·
Vlčice ·
Zlaté Hory ·
Žulová